# Kres
Kres (altgriechisch Κρής Krḗs), Vater des Talos, Urahn des Totenrichters Rhadamanthys und Eponym Kretas, ist eine Gestalt der griechischen Mythologie.
Als autochthoner König der Eteokreter soll er den Bewohnern Kretas noch vor Minos die ersten Gesetze gegeben haben. Er versteckte Zeus vor dessen Vater Kronos und zog den künftigen olympischen Herrscher auf. In dieser Funktion wird Kres den Kureten zugerechnet. 
Nach anderen Überlieferungen war er ein Sohn des Zeus und einer idäischen Nymphe.